# Livro de Arda Viraz
O Livro de Arda Viraz (em persa médio: Ardā Wirāz nāmag; lit. "Livro do Justo Viraz") é um texto zoroastrista escrito em persa médio que descreve a jornada onírica de um devoto zoroastrista (o Viraz da estória) através do outro mundo. Alega-se que Viraz foi escolhido por sua virtude para verificar a crença zoroastrista sobre o mundo visível, bem como a eficácia dos rituais da comunidade devota. Presume-se que sua narrativa tenha se originado da incerteza religiosa decorrente da fim do Império Aquemênida (330 a.C.), mas sua redação final deve ter ocorrido no período islâmico inicial, provavelmente nos séculos IX e X, dada a presença de persianismos no texto, que são comuns da literatura persa antiga. Este livro se tornou relativamente bem conhecido entre os iranianos, graças às suas numerosas versões em persa moderno (frequentemente versificadas e com ilustrações). Algumas influências, transmitidas pelo islamismo, podem ter sido exercidas.
Essa estória possui paralelos, por exemplo, com a lenda de Zoroastro registrada me Dencarde 7 e as inscrições do sacerdote Cartir do século III. Na estória, Viraz estava junto da comunidade reunida em torno do templo de fogo de Adur Farnebague e foi obrigado a beber o narcótico mangue (mang), que o colocou em coma induzido por sete dias e noites, tempo esse no qual sua alma transcendeu. Suas sete irmãs, que também era suas esposas, de início não consentiram com a ideia, mas cederam e ficaram responsáveis por vigiar, rezar e recitar os textos do Avestá e Zande nesse período. Quando a alma de Viraz retornou, ele narrou suas experiências. A obra dá especial atenção às punições dos condenados no inferno e as recompensas dos justos no céu.